# Anthony Gomes
Anthony Gomes (14 de mayo de 1970) es un guitarrista y cantante canadiense de blues rock. Luego de su álbum debut, Blues in Technicolor de 1998, empezó a salir de gira por los Estados Unidos y Canadá y desde entonces ha grabado más de diez producciones discográficas. 
Gomes reside en St. Louis, Misuri, Estados Unidos, tocando una fusión de blues con rock y soul, y con Anthony Gomes Band ha realizado giras por Norteamérica y Europa.

## Discografía
Como Anthony Gomes Band:
- 1997 – Long Way Home
- 1997 – Primary Colors
- 1998 – Blues in Technicolor
- 1999 – Sweet Stringin' Soul
- 2002 – Unity
- 2006 – Music Is The Medicine
- 2008 – Anthony Gomes Live
- 2009 – Rebel Blue (Recopilación)
- 2012 – Up 2 Zero
- 2013 – ... Before The Beginning
- 2015 – Electric Field Holler
- 2018 – Peace, Love & Loud Guitars
- 2020 – Containment Blues
- 2022 – High Voltage Blues

Con New Soul Cowboys:
- 2009 – New Soul Cowboys
- 2018 – Coming Back for You

## Premios
- 1998: Buddy Guy's Legends: "Mejor banda de blues"
- 2003: BluesWax: "Artista del año"